# 平田健太郎
平田 健太郎（ひらた けんたろう、1866年5月6日（慶応2年3月22日） - 1944年（昭和19年）11月2日）は、日本の政治家。衆議院議員（1期）。

## 経歴
群馬県出身。1891年、慶應義塾卒。前橋市会議員、同参事会員、前橋商業会議所副会頭、前橋商業銀行頭取、産業組合交水社理事、(株)前橋精錬所社長となる。
1917年の第13回衆議院議員総選挙において前橋市選挙区から無所属で立候補して当選した。衆議院議員を1期務め、1920年の第14回衆議院議員総選挙には立候補しなかった。1944年死去。